# Погост (Федовское сельское поселение)
Погост  — деревня в Плесецком районе Архангельской области.

## География
Находится в западной части Архангельской области на расстоянии приблизительно 39 км на юг-юго-запад по прямой от административного центра района поселка Плесецк на правом берегу реки Онега у устья реки Моша.

## История
В 1873 году здесь (тогда село Устьмошский погост Каргопольского уезда Олонецкой губернии было учтено 18 дворов, в 1905 — 19. До 2021 года входила в Федовское сельское поселение до его упразднения.

## Население
Численность населения: 39 человек (1873 год), 60 (1905), 6 (русские 100 %) в 2002 году, 3 в 2010.